# Верхівськ
Верхі́вськ — село в Україні, у Рівненському районі Рівненської області. Населення становить 605 осіб. Належить Дядьковицькій сільській громаді.

## Історія
В інвентарі Луцького замку за 1545 рік згадується «городня с Верховска». Це поки що найдавніші вісті про село з давнім статусом «деревні», єпархіально приналежної до Ясенинич. І тепер церкви тут нема. Акт 1563 року при описі «граней» земельних угідь засвідчує, що «близ Верховского става» проходить межа володінь Ф. Грушвицького та Я. Лісницького. Тоді, як видно, чомусь Верхівськ іменували Верховом. У 1595 році Юрій Чарторийський підтверджує належність Верхівська до Пересопницького монастиря. Про це в описі границь читаємо: «до дороги з Верховска из Макотерт под мост и гостинец дядковицкий». 
За документом 1705 року «Верховск» мав водяний млин, круподерню, вітряк, крамницю, фільваркові забудови, великий панській сад, пасіку. Тоді село нараховувало 49 дворів і понад 240 мешканців. Карта 1772 року фіксує село під назвою Верховка. Так зрідка й в тодішніх поземельних планах. Але з 1806 року майнові документи, офіційні довідники засвідчують лише назву Верхівськ (Верховск). І так до наших днів. 
Назва Верхівськ загадкова. У ній допустиме видозмінене ім’я урочища Верх, або в значенні «Нехай стане верховодом, хай буде славним!» Але чому є документоване Верхів? Може, із-за того, що його перенесено з Верхова Острозького району, звідки прибули переселенці. Подібне з достовірністю засвідчено в сусідніх Дядьковичах, де хутір Мощаницю названо за іменем такого ж села 3долбунівського району. Це солідаризується з народною версією за якою первісно село іменували Зверхів, оскільки перші поселяни прибули «з верхів», тобто висотних місць. 
До Верхівська належав хутір Дубровий. Його заснували у 1930 році на західній околиці урочища Дуброва (Діброва). 
Сільські дільниці (кутки, вулиці) іменували переважно за назвали перших поселенців, як Рундики, До Гусака, Якубівка. Були й інші: Підлісна - «неподалік бувшого лісу»; Поперечна, Поздовжня, Корчовини - «на місці корчунку»; Тюрма - «ніби в околиці бувшої тюрми»; До Кривич - «в напрямку села Кривич»; Село - «центр»; Гайова - «неподалік гаю». А ось ще окремі інші назви Верхівська: Селище - «поле на місці старинних дворових забудов»; Грудки - «пасма висот серед боліт»; Береги - «надрічкові луги»; Чеське поле - «орний ґрунт на маєтності чеха»; Клинове поле - «нива неподалік урочища Клин»; За городами - «присадибні ділянки за клунями»; У криницю, або Коло криниці - «поле з джерельною криницею»; Попова волока - «культивована земля, належна священику»; Поле за Стінкою - «ґрунт по другому боці Стінки»; Стінка - «широка межа», «межова доріжка до гумен»; Леонове поле - «на маєтності Леона»; Безодня - «болотисте, драговинне місце»; На ямах - «сінокіс серед мокристих ям»; Водяки - «пасовисько в заростях будяків»; Морозів лужок, Набережна.

## Населення

### Мова
Розподіл населення за рідною мовою за даними перепису 2001 року:
| Мова       | Кількість | Відсоток |
| ---------- | --------- | -------- |
| українська | 601       | 99.34%   |
| російська  | 4         | 0.66%    |
| Усього     | 605       | 100%     |

## Географія
Селом протікає річка Устя.